# Federico Franco
Luis Federico Franco Gómez (24. srpnja 1962.) paragvajski političar koji je predsjednik Paragvaja od 22. lipnja 2012. do 15. kolovoza 2013. godine. Član je Autentične radikalne liberalne stranke (PLRA).

## Životopis

### Rani život
Federico Franco je rođen u gradu Asunciónu 24. srpnja 1962. godine. Osnovnu školu pohađao je u Dominikanskoj Republici, a srednju u Asunciónu.
Htio je postati liječnik, te je krenuo na Fakultet medicinskih znanosti u Asuncionu. Po završetku kolegija 1986. godine dobio je titulu kirurga s ukupnim prosjekom 4,56 od 5,00.

### Medicinska karijera
Francova obitelj posjeduje bolnicu u gradu Fernando de la Mora (Sanatorio Franco). U razdoblju od 1990. do 1991. godine je služio kao šef stažista te šef hitne službe. Bio je instruktor medicinske semiologije (1991. – 1992.), voditelj Nacionalne vojne bolnice (1994. – 1996.) i šef interne medicine. Bio je član paragvajskog društva za internu medicinu i član Izvršnog odbora Društva paragvajskih doktora za internu medicinu.

### Politička karijera
U razdoblju od 2003. do 2008. godine bio je guverner Centralnog okruga. Nakon što je Fernando Lugo smjenjen s mjesta predsjednika države 21. lipnja 2012. godine Federico Franco je postao predsjednik, te je trebao završiti Lugin mandat, do kolovoza 2013. godine. Većina vlada latinoameričkih država proglasile su Lugovu smjenu parlamentarnim pučem. Njegov mandat je završen 15. kolovoza 2013. godine i naslijedio ga je Horacio Cartes.

## Vanjske poveznice
- Biografija na CIDOB  Arhivirana inačica izvorne stranice od 6. prosinca 2012. (Wayback Machine)